# 664 Judith
664 Judith è un asteroide della fascia principale del diametro medio di circa 72,68 km. Scoperto nel 1908, presenta un'orbita caratterizzata da un semiasse maggiore pari a 3,2088004 UA e da un'eccentricità di 0,2189896, inclinata di 8,59388° rispetto all'eclittica.
Il suo nome fa riferimento a Giuditta, personaggio biblico ed eroina del popolo ebraico che fu celebrata in un'opera intitolata Judith, del poeta tedesco Christian Friedrich Hebbel.